# Palikir
Palikir je mestece z nekaj tisoč prebivalci na otoku Pohnpei v mikronezijski regiji zahodnega Tihega oceana in glavno mesto Federativnih držav Mikronezije. Je tretje največje naselje v državi, ki je vlogo glavnega mesta prevzelo leta 1989 od sosednjega kraja Kolonia, ko je bil tu zgrajen vladni kompleks. Kolonia je še zdaj nekoliko večja in ohranja tudi vlogo gospodarskega središča ter glavnega mesta zvezne države Pohnpei. Poleg državne uprave se v Palikirju nahaja sedež glavne višješolske ustanove v državi, Kolidža Mikronezije – FSM s satelitskimi kampusi v ostalih zveznih državah Mikronezije.
Palikir je razloženo naselje brez očitnega jedra. Vladni kompleks je bil kmalu po osamosvojitvi leta 1986 zgrajen na lokaciji nekdanjega letališča, ki ga je med drugo svetovno vojno zgradila japonska vojska. Samo letališče ni bilo nikoli v operativni uporabi, saj ga je ameriška vojska takoj po izgradnji uničila z bombardiranjem.

## Geografija
Naselje stoji na severozahodnem delu vulkanskega otoka Pohnpei, ki je del Karolinskega otočja na zahodu Tihega oceana, nekaj stopinj severno od ekvatorja. Površje je razgibano, saj je Pohnpei najvišji otok v vsem otočju.

### Podnebje
Palikir skupaj s preostankom otoka ima tropsko podnebje z obilnimi padavinami skozi vse leto.
| Podnebni podatki za Palikir, Pohnpei | Podnebni podatki za Palikir, Pohnpei | Podnebni podatki za Palikir, Pohnpei | Podnebni podatki za Palikir, Pohnpei | Podnebni podatki za Palikir, Pohnpei | Podnebni podatki za Palikir, Pohnpei | Podnebni podatki za Palikir, Pohnpei | Podnebni podatki za Palikir, Pohnpei | Podnebni podatki za Palikir, Pohnpei | Podnebni podatki za Palikir, Pohnpei | Podnebni podatki za Palikir, Pohnpei | Podnebni podatki za Palikir, Pohnpei | Podnebni podatki za Palikir, Pohnpei | Podnebni podatki za Palikir, Pohnpei |
| Mesec                                | Jan                                  | Feb                                  | Mar                                  | Apr                                  | Maj                                  | Jun                                  | Jul                                  | Avg                                  | Sep                                  | Okt                                  | Nov                                  | Dec                                  | Letno                                |
| ------------------------------------ | ------------------------------------ | ------------------------------------ | ------------------------------------ | ------------------------------------ | ------------------------------------ | ------------------------------------ | ------------------------------------ | ------------------------------------ | ------------------------------------ | ------------------------------------ | ------------------------------------ | ------------------------------------ | ------------------------------------ |
| Povprečna visoka temperatura °C      | 30                                   | 30                                   | 31                                   | 31                                   | 31                                   | 31                                   | 31                                   | 31                                   | 31                                   | 31                                   | 31                                   | 31                                   | 31                                   |
| Povprečna nizka temperatura °C       | 24                                   | 24                                   | 24                                   | 24                                   | 24                                   | 23                                   | 23                                   | 23                                   | 23                                   | 23                                   | 23                                   | 24                                   | 23                                   |
| Povprečna količina padavin mm        | 300                                  | 260                                  | 360                                  | 440                                  | 490                                  | 430                                  | 440                                  | 420                                  | 400                                  | 410                                  | 400                                  | 400                                  | 4.790                                |
| Vir: Weatherbase                     |                                      |                                      |                                      |                                      |                                      |                                      |                                      |                                      |                                      |                                      |                                      |                                      |                                      |